# Штітнік
Штітнік (словац. Štítnik) — село в окрузі Рожнява Кошицького краю Словаччини, історична область Гемера.
В селі розташовані 2 залізничні зупинки.

## Історія
Перші згадки про село датуються 1243 роком.

## Населення
| Рік:            | 1994. | 2004.   | 2014.   | 2024.   |
| --------------- | ----- | ------- | ------- | ------- |
| Кількість осіб: | 1485  | 1501    | 1496    | 1463    |
| Різниця:        |       | +1,07 % | -0,33 % | -2,20 % |

| Рік:            | 2023. | 2024.   |
| --------------- | ----- | ------- |
| Кількість осіб: | 1460  | 1463    |
| Різниця:        |       | +0,20 % |